# Pick 'n Pile
Pick 'n Pile, scritto anche Pick 'n' Pile o altre varianti, è un videogioco rompicapo pubblicato nel 1990-1991 dalla Ubisoft per i computer Amiga, Amstrad CPC, Apple II, Apple IIGS, Atari ST, Commodore 64, Mac OS, MS-DOS e ZX Spectrum e per la console Atari 2600. Consiste nel cambiare di posto biglie che cadono dall'alto in modo da formare colonne con biglie tutte dello stesso tipo. Non era molto originale per il suo genere, che all'epoca era piuttosto diffuso.

## Modalità di gioco
Il gioco si svolge su una griglia ideale di caselle, estesa più in orizzontale che in verticale, che all'inizio di ogni livello viene parzialmente riempita da biglie di tre possibili colori e altri oggetti che piovono casualmente dall'alto. Il giocatore, tramite un cursore, può selezionare un qualsiasi elemento e spostarlo in un altro punto qualsiasi dello schermo; se la casella è già occupata, i due oggetti si scambiano di posto. La gravità attira gli elementi verso il basso, inoltre quando due biglie sono sovrapposte, se c'è spazio libero attorno, la biglia sopra può rotolare e cadere di fianco all'altra.
Quando si forma una pila verticale composta unicamente da due o più biglie dello stesso colore, queste vengono eliminate. Per completare un livello si devono eliminare tutte le biglie prima che scada il tempo. L'eliminazione può diventare impossibile se rimane una sola biglia di un certo colore in tutto lo schema, ma il giocatore ha la possibilità di far apparire nuove biglie; su richiesta, una scarica di nuovi elementi casuali viene fatta cadere dall'alto.
Gli oggetti diversi dalle biglie comprendono: 
- blocchi indistruttibili, che sebbene impediscano l'eliminazione della colonna in cui si trovano, possono essere utili in quanto non rotolano di fianco come le biglie e aiutano a sostenere le colonne
- bonus di punti, tempo, o moltiplicatori di punteggio, che si ottengono quando spariscono insieme alle biglie della colonna
- vasi di fiori non spostabili, che distruggono ciò che hanno sotto quando cadono
- fuochi non spostabili, che si espandono verso l'alto bruciando gli altri elementi
- teschi non spostabili, che se raggiungono il pavimento della griglia, raddoppiano la velocità di scorrimento del tempo
- bombe che esplodono quando il giocatore le sposta, distruggendo gli elementi circostanti
- diamanti che compaiono solo quando si cancella una colonna con un alto valore in punteggio; accumulando molti diamanti si ricevono punti extra e una vita

Il tempo è scandito da un "tic tac" che accelera verso la fine, ma questo effetto sonoro si può disabilitare. Si può regolare la difficoltà e c'è un'opzione per due giocatori, ma giocano in modo alternato e indipendente.